# ألماس (كائن)

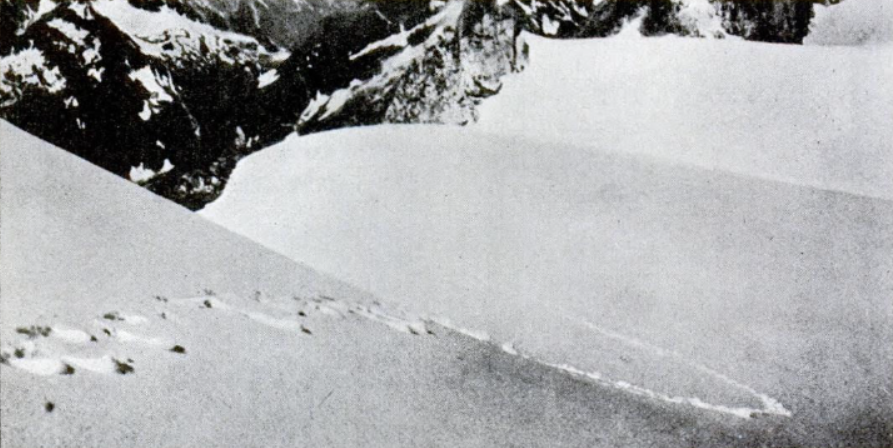

ألماس أو ألما (بالمنغولية: Алмас، بالشيشانية: Алмазы، بالتركية: Albıs)، وتعني بالمنغولية «الرجل البري»، هو كائن شبه بشري مزعوم يقال أنه يسكن جبال القوقاز وبامير في آسيا الوسطى، وجبال التاي جنوب منغوليا. لم يتم تعريف المخلوق أو فهرسته علميا. كما أن العلماء عموما يرفضون إمكانية وجود مثل هذا الحيوان الضخم، وذلك لعدم توفر الأعداد الضرورية للحفاظ على النوع،  كما أن مشكلة المناخ والغذاء تجعل بقاءه في هذه المناطق غير مرجح.

## الوصف
ألماس هي كلمة مفردة باللغة المنغولية؛ وكلمة الجمع في اللغات التركية هو ألماسلار. وكما الحال عند المخلوقات الأسطورية في أنحاء آسيا الوسطى وروسيا وباكستان والقوقاز، فإن ألماس يعتبر أقرب في المظهر والعادات إلى «الأناس البريين» بدلا من القردة (على النقيض من اليتي من جبال الهيمالايا).
يوصف ألماس بأنه يشبه الإنسان وذو قدمين، يتراوح طوله ما بين خمسة وستة أقدام ونصف، جسده مغطى بالشعر البني المحمر، مع ملامح وجه بشرية مثل بروز جسر الحواجب والأنف الأفطس والذقن الضعيف. يرى الكثير من علماء الحيوانات الخفية أن هناك تشابه بين هذه الأوصاف الأشكال المكونة حديثا عن هيئة النياندرتال.
أغلب الدلائل على وجود المخلوق أتت من روايات شهود العيان المزعومة، وآثار الأقدام المفترضة، وتفسيرات علماء الأنثروبولوجيا لحكايات السكان المحليين القديمة.

### الحكايات الشعبية
يظهر ألماس في أساطير السكان المحليين الذين تحدثوا عن مواجهات بين أسلافهم والمخلوق تعود إلى عدة مئات من السنين. كما تظهر أيضا رسومات في الكتب الطبية التبتية فسرت على أنها تخص ألماس. أشارت عالمة الأنثروبولوجيا البريطانية ميرا شاكلي إلى أن «هذا الكتاب يحتوي على آلاف من الرسوم التوضيحية لمختلف فئات الحيوانات (الزواحف والثدييات والبرمائيات)، ولكن لا يتضمن حيوانا أسطوريا واحدا كما هو الحال في كتب القرون الوسطى الأوروبية. جميع المخلوقات حية ويمكن ملاحظتها اليوم». (1983، ص 98)

### المشاهدات الشهيرة
تعود المشاهدات المسجلة في الكتب إلى القرن الخامس عشر. سجل هانز شيلتبيرغر في عام 1420 ملاحظاته الشخصية عن هذه المخلوقات في مذكرات رحلته إلى منغوليا خلال أسره عند الخان المغولي. كان شيلتبيرغر أحد أوائل الأوروبيين الذين شاهدوا خيول برزوالسكي. (مخطوط في مكتبة بلدية ميونيخ) وأشار إلى أن ألماستي هو جزء من مصادر المواد الطبية والصيدلية في منغوليا والتبت، إلى جانب آلاف الحيوانات والنباتات الأخرى الحية اليوم.
وصفت عالمة الأنثروبولوجيا البريطانية ميرا شاكلي مشاهدة إيفان إيفلوف عام 1963 لعائلة من مخلوق ألماس. إيفلوف هو طبيب أطفال تحدث مع بعض الأطفال المنغوليين الذين كانوا مرضى لديه، وذكر أن العديدين منهم قالوا أنهم رأوا ألماس أيضا وأن الأطفال المنغوليين والألماس لم يكونوا خائفين من بعضهم. كما زعم سائق إيفلوف أنه رآهم أيضا.

### الألماس الأسير
قيل أن امرأة برية تدعى زانا عاشت في قرية جبلية معزولة تدعى تخينا على بعد خمسين ميلا من سوخومي في دولة أبخازيا في القوقاز؛ رأى البعض أنها ربما كانت من كائنات ألماس، ولكن الأدلة تشير إلى أنها كانت بشرية.
تم أسرها في الجبال عام 1850، وكانت في البداية عنيفة تجاه من أمسكوا بها ولكن سرعان ما أصبحت مستأنسة وساعدتهم بالأعمال المنزلية البسيطة. قيل أن زانا أقامت علاقة مع رجل من قرية يدعى إدجي جينابا، وأنجبت عددا من الأطفال كان مظهرهم عاديا كالبشر. إلا أن العديد من هؤلاء الأطفال توفوا في سن الطفولة.
قام الأب بمنح الأطفال الأربعة الذين تجاوزوا سن الرضاعة إلى العائلات المحلية. وهما ولدان، جاندا وخويت جينابا (مواليد 1878 و 1884)، وفتاتان، كوجانار وغاماسا غينابا (مواليد 1880 و 1882)، واندمجوا في المجتمع وتزوجوا وكون كل منهم أسرته. توفت زانا نفسها في عام 1890. ولا تزال جمجمة خويت موجودة، وقام الدكتور غروفر كرانتز بدراستها في بداية التسعينات. وأعلن أنها حديثة الملامح ولا تحمل ملامح النياندرتال. هناك سجل آخر قدمته عالمة الأنثروبولوجيا الروسية كولودييفا، تصف الجمجمة بأنها مختلفة كثيرا عن جمجمة الذكر العادي من أبخازيا: تقترب الجمجمة من جماجم فوفنيغي 2 من سلسلة أحافير العصر الحجري الحديث.
في عام 2013 عرضت القناة 4 وثائقي بعنوان ملفات بيغ فوت، أظهر الأستاذ بريان سايكس من جامعة أكسفورد أن حمض زانا النووي كان يعود أصله إلى أفريقيا جنوب الصحراء بنسبة 100%، وأنها قد تكون أمة جلبت إلى أبخازيا من قبل الدولة العثمانية. وطرح سايكس نقطة أخرى حول ما إذا كانت زانا من الأفارقة الذين غادروا القارة قبل عشرات الآلاف من السنين ذلك أن جمجمة ابنها خويت حملت بعض الخصائص الفريدة والقديمة.
في عام 2015، ذكر سايكس أنه أجرى اختبارات حمض نووي على عينات من اللعاب من ستة من أقارب زانا الأحياء اليوم وأسنان ابنها المتوفى خويت وخلص إلى أن زانا كانت من عرق أفريقي نقي ولكن لم تكن من أي جماعة عرقية معروفة، ما يدحض نظرية أنها كانت أمة هاربة. وبدلا من ذلك، فإنه يعتقد أن أجدادها تركوا أفريقيا قبل حوالي 100,000 سنة، وعاشوا في القوقاز لأجيال عديدة.
هناك حالة أخرى يقال أنها ترجع إلى العام 1941، بعد وقت قصير من الغزو الألماني للاتحاد السوفيتي. حيث قامت كتيبة من الجيش الأحمر بالقبض على رجل بري في منطقة القوقاز. كان مظهره بشريا، ولكنه كان مغطى بشعر ناعم وداكن. حاول الجيش استجوابه إلا أنه لم يكن قادرا على الكلام (أو ربما لا يريد الكلام)، وأنهم أطلقوا النار عليه خشية أن يكون جاسوسا ألمانيا. هناك عدة روايات مختلفة من الأسطورة في أدب المخلوقات الخفية ولا تتوفر عليها أي براهين دامغة.

## التفسيرات
ترى ميرا شاكلي وكذلك برنارد هوفلمانز أن ألماس هم من بقايا النياندرتال، في حين يرى لورين كولمان أنهم من بقايا الإنسان المنتصب. وأنهم كانوا على صلة بمجموعة دينيسوفا هومونين. وتشبه أوصاف ألماس أوصاف اليتي من جبال الهيمالايا.